# Acuario Nacional (República Dominicana)
El Acuario Nacional de la República Dominicana es uno de los Acuarios más completos de toda la región del Caribe y es un lugar ampliamente concurrido, tanto por dominicanos como por turistas de diversas partes del mundo.

## Historia
El Acuario Nacional de la República Dominicana, fue fundado el 22 de julio de 1990, mediante el Decreto Núm. 245-90, Emitido por el presidente Dr. Joaquín A. Balaguer Ricardo por la necesidad de crear el Patronato del Acuario Nacional, con personalidad jurídica y patrimonio propio.
Este Patronato, conformado por personas e instituciones señaladas por el Poder Ejecutivo, tendría entre sus atribuciones, coordinar junto con la Dirección del Acuario Nacional, las actividades científicas y educativas efectuadas por la entidad. En ese mismo año se integran a dicho Patronato el Centro de Investigación de Biología Marina, dependencia de la Facultad de Ciencias de la Universidad Autónoma de Santo Domingo, mediante el Decreto Núm. 385-90 y el Museo Nacional de Historia Natural, con el Decreto Núm. 515-90. En el año 2000, se promulgó la Ley Núm. 64-00 que crea la Secretaría de Estado de Medio Ambiente y Recursos Naturales, hoy Ministerio de Medio Ambiente y Recursos Naturales, y se adscribe el Acuario Nacional a este organismo, pero conservando la autonomía funcional, jurisdiccional y financiera, así como patrimonio y personalidad jurídica propia. 
Esta misma Ley creó el Consejo Directivo para dicha institución, presidido por el ministro de Medio Ambiente y Recursos Naturales, conformado y reglamentado mediante Decreto del Poder Ejecutivo. Esto con el objetivo de Conservación y protección de la biodiversidad marina y dulceacuícola promoviendo y difundiendo su conocimiento a través de exhibiciones, actividades educativas y estudios científicos.

## Localización
Limitado al sur por el Mar Caribe y al norte por la Avenida España en el municipio Santo Domingo Este, provincia Santo Domingo.

## Área
Este zoológico marino cuenta con una dimensión territorial de aproximadamente 34,500m². Actualmente cuenta con la cantidad de 90 peceras y 7 estanques donde se encuentran distribuidos unos 500 mil galones de agua de mar, y unos 30 mil galones de agua dulce. También disfruta de un túnel submarino donde se puede apreciar la observación de una gran gama de tiburones, sábalos, tortugas, entre otros.
También está dotado de un auditorio, el cual posee una capacidad de unas 100 personas, y este se utiliza para orientar al público que asiste al mismo para instruirse y conocer las especies que habitan en él, así como conocer otras especies y el modo de vida de las mismas.

## Departamentos
- Departamento de Conservación
- Departamento de Acuariología
- Departamento de Investigación
- Departamento de Educación Ambiental
- Departamento de Clínica Veterinaria
- Departamento de Educación superior

## Especies
Este acuario exhibe 250 especies de animales marinos diferentes y más de 3,000 especímenes de agua dulce y de agua de mar, los cuales son tropicales en su mayoría.
En los que cabe mencionar los siguientes: 
- hipocampos o caballitos de mar
- Pez guanábana
- morenas
- peces loro
- Langostas espinosas
- mantarraya
- Pez trompeta
- pez león
- tiburón gato
- estrellas de mar
- tortuga carey
- Manatí antillano
- Cangrejo ermitaños (Paguroidea)

## Galería

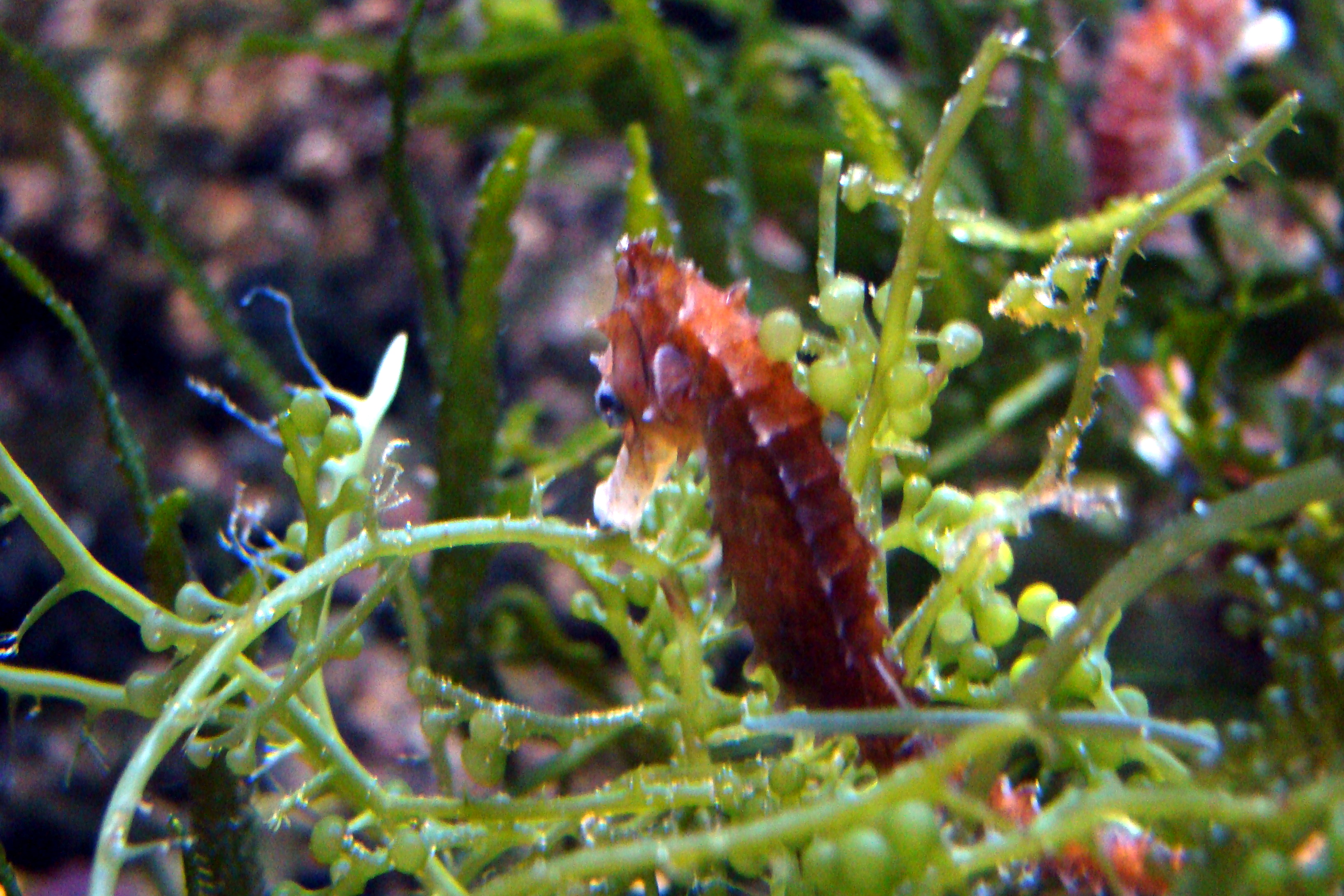
Caballo de mar
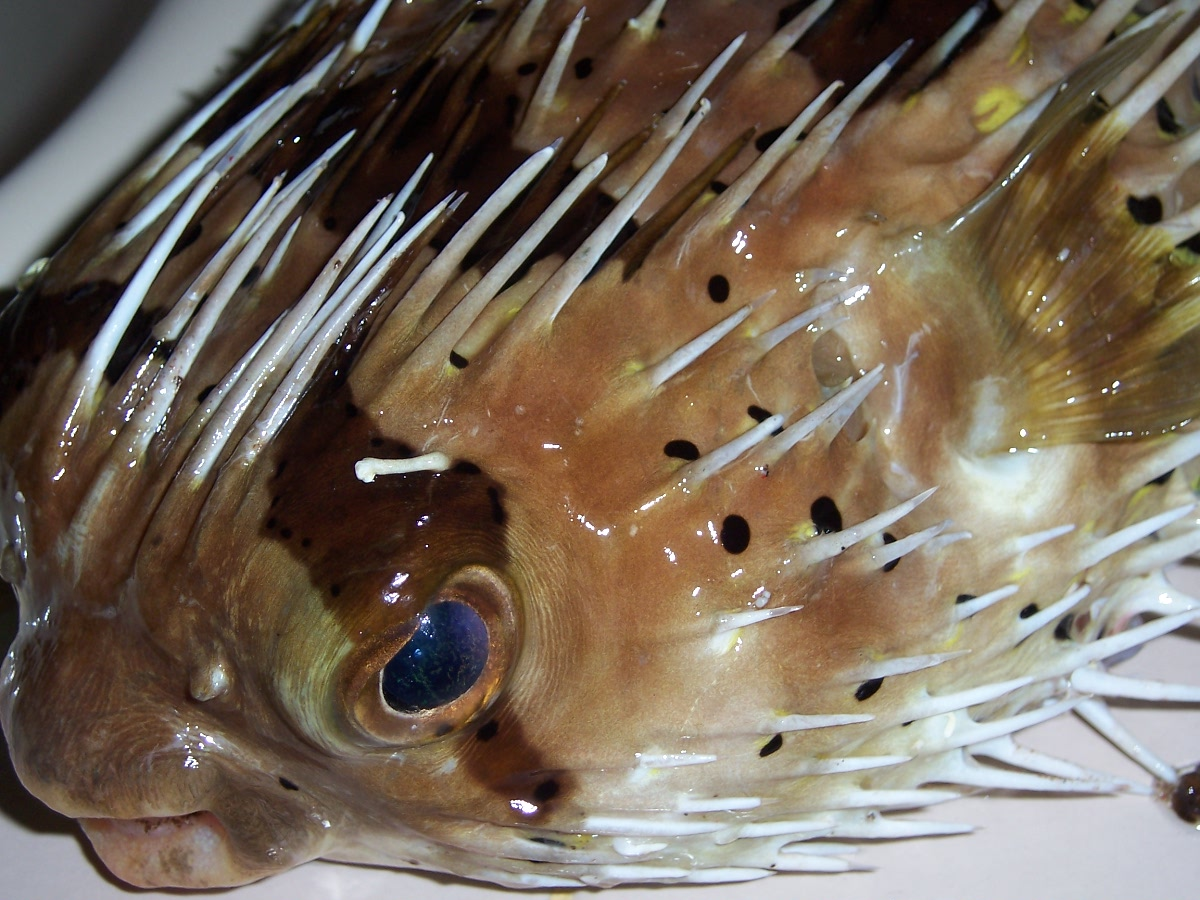
Pez guanábana
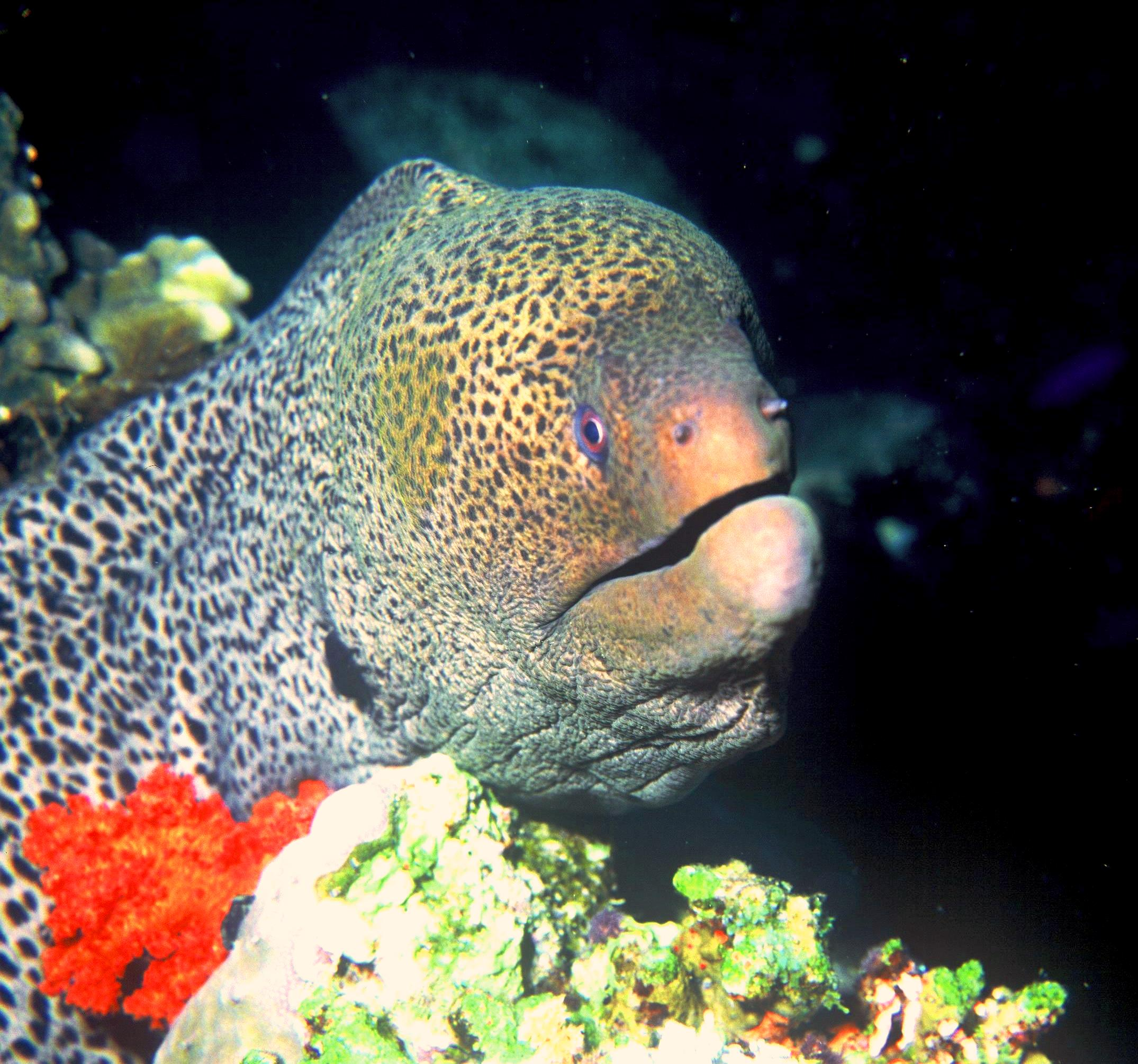
Morena
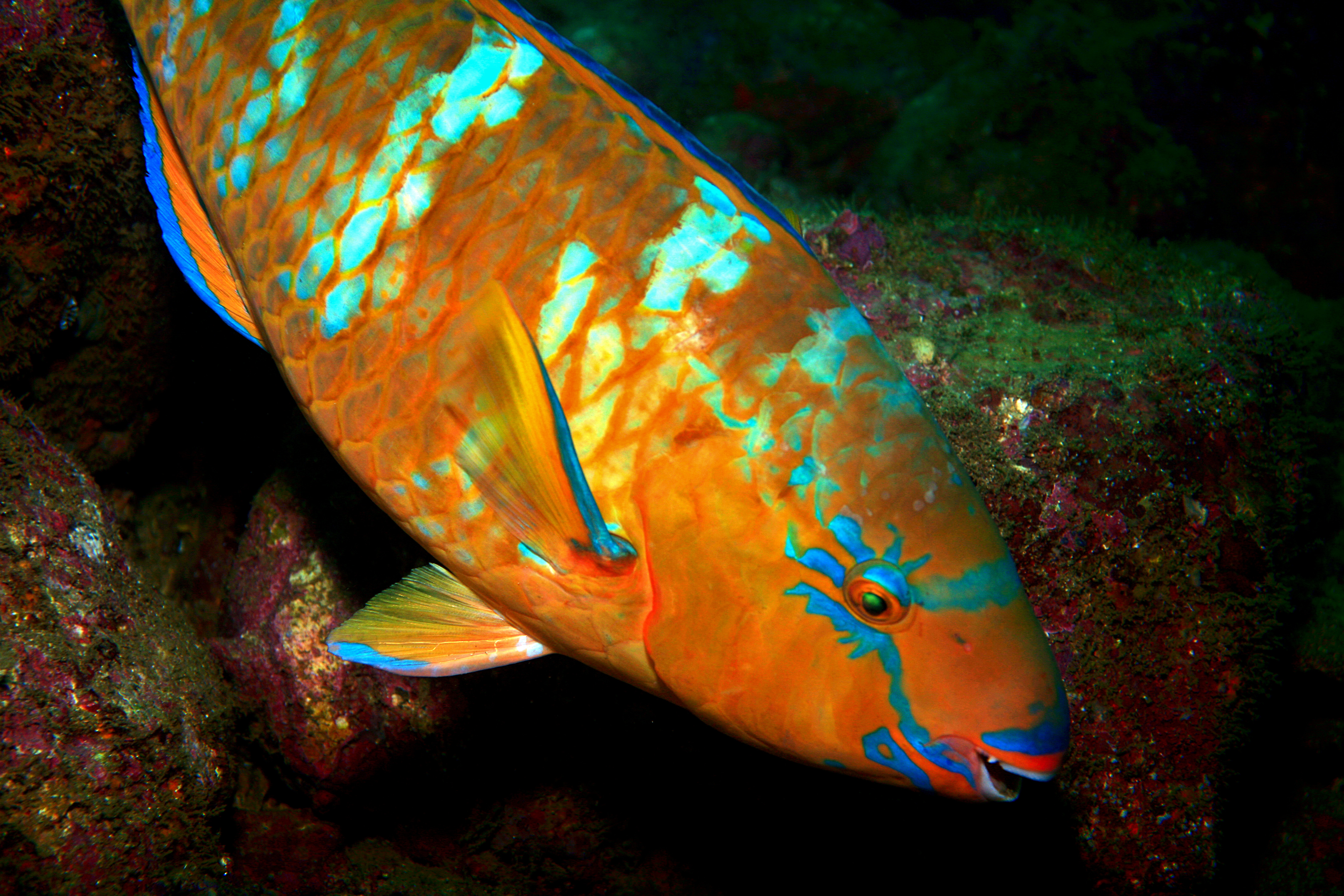
Peces loro
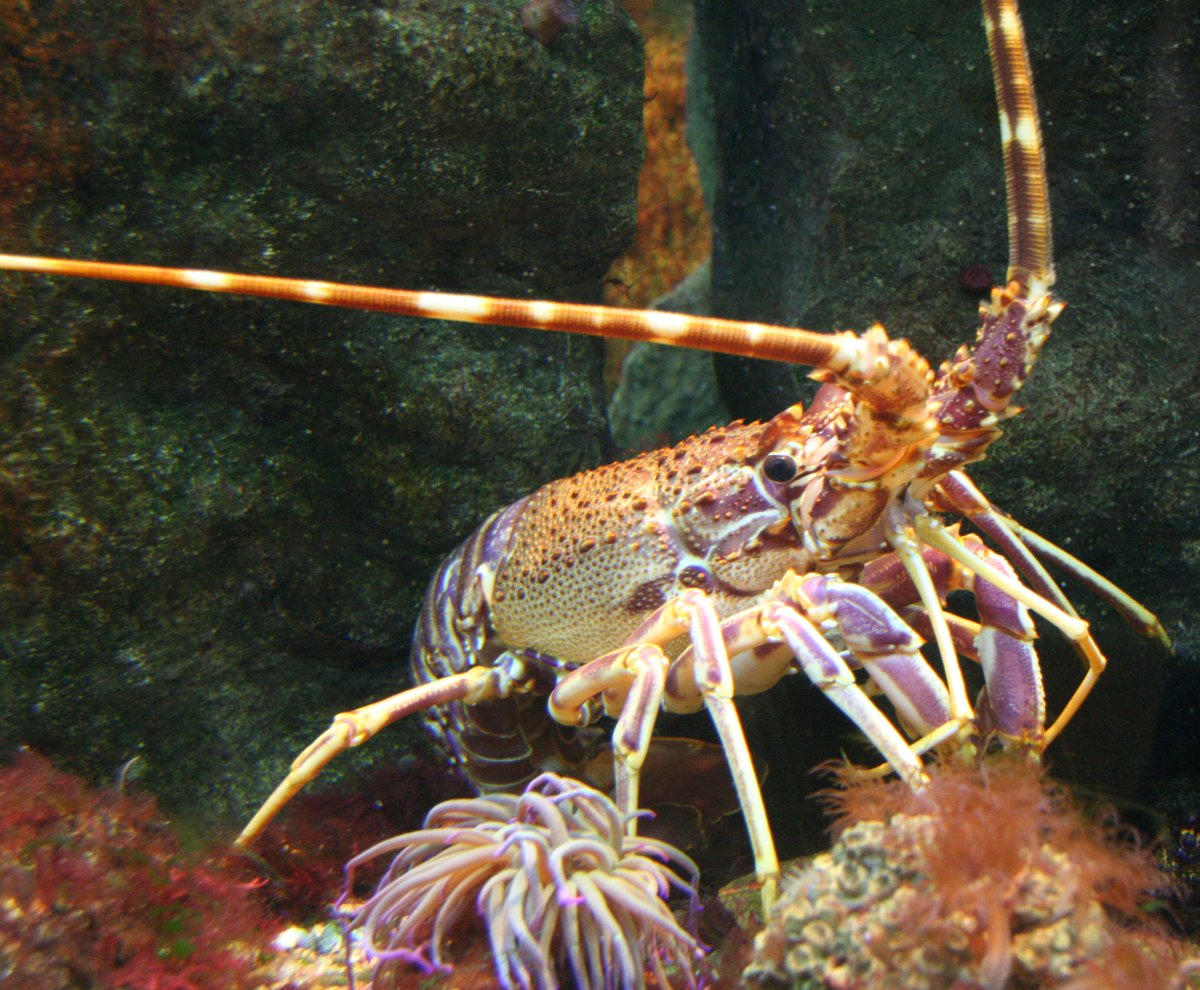
Langostas espinosas
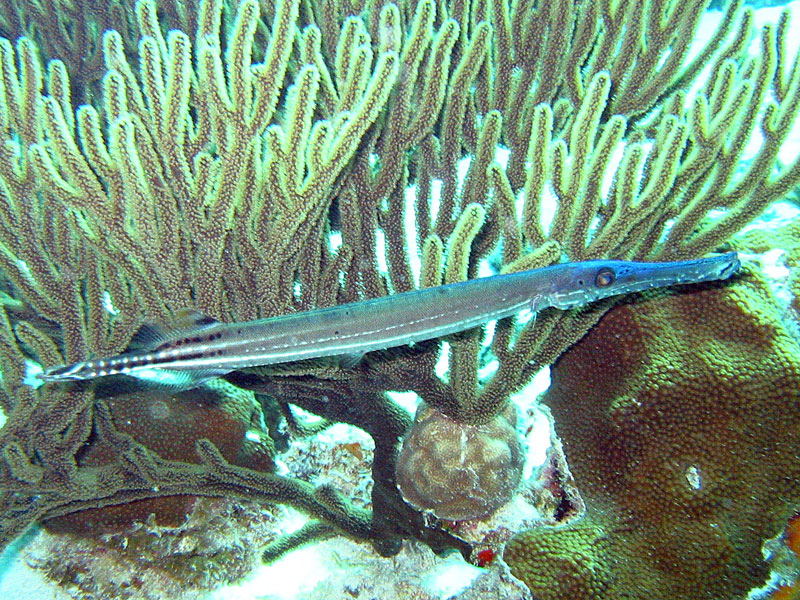
Pez trompeta
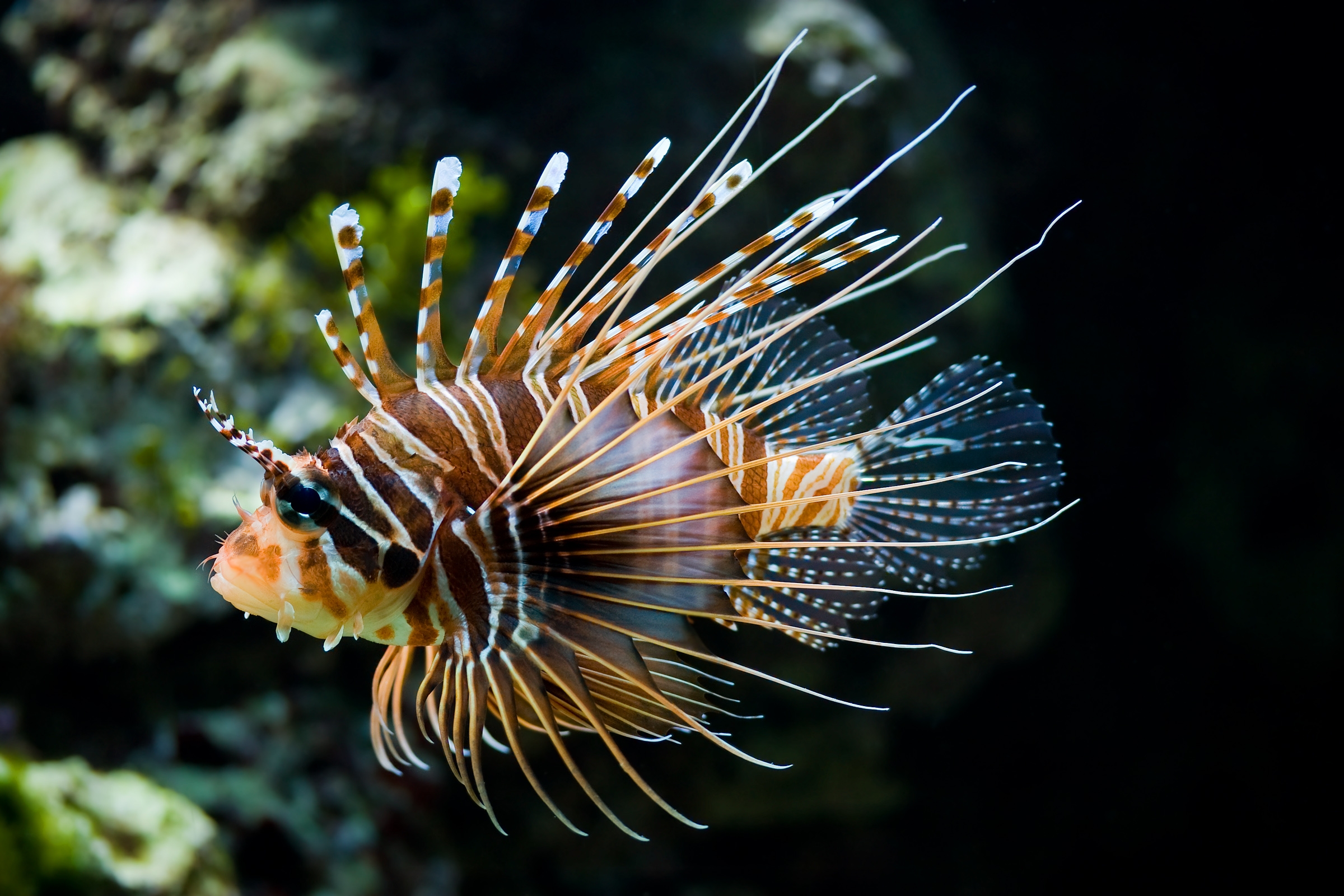
Pez león
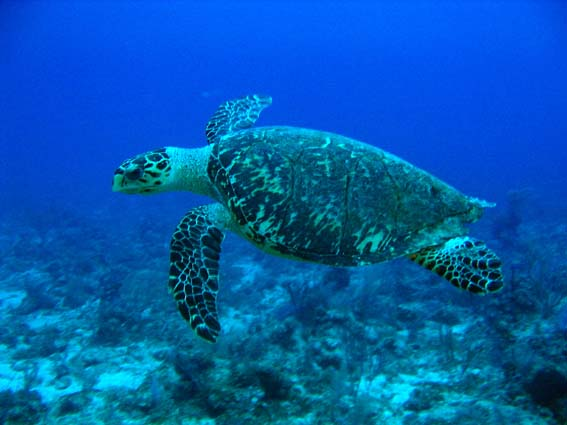
Tortuga carey